# 塔卡尼亞維山
14°55′57″S 70°41′51″W / 14.93250°S 70.69750°W
塔卡尼亞維山（T'aqañawi），是秘魯的山峰，位於該國東南部普諾大區，由阿亞維里區和烏馬奇里區負責管轄，屬於安地斯山脈的一部分，海拔高度4,381米。